# Flugunfall einer Douglas DC-3 der BOAC in Malta 1946
Der Flugunfall einer Douglas DC-3 der BOAC in Malta 1946 ereignete sich am 14. August 1946. An diesem Tag verunfallte eine Maschine des Typs Douglas DC-3/C-47A-50DL, mit der ein Frachtflug von Malta nach London durchgeführt werden sollte, kurz nach dem Start aufgrund von Treibstoffmangel. Bei dem Unfall starb einer der fünf Insassen an Bord der Maschine.

## Maschine
Bei dem Flugzeug handelte es sich um eine Douglas DC-3/C-47A-50DL, die während des Zweiten Weltkriegs im Werk der Douglas Aircraft Company in Long Beach, Kalifornien gebaut und 1943 mit der Werknummer 10103 und dem militärischen Luftfahrzeugkennzeichen 42-24241 an die United States Army Air Forces (USAAF) ausgeliefert wurde. Später wurde die Maschine an die Royal Air Force übergeben, bei der dieser Flugzeugtyp unter dem Namen Dakota III bekannt war. Nach dem Krieg wurde die Maschine als Überbestand der RAF kategorisiert und ausgeflottet. Die Maschine kam anschließend zur BOAC, bei der sie zur zivilen Maschine umgebaut wurde und mit dem neuen Luftfahrzeugkennzeichen G-AGHT den Betrieb aufnahm. Das zweimotorige Mittelstreckenflugzeug wurde von zwei Doppelsternmotoren Pratt & Whitney R-1830-92 Twin Wasp mit je 1.200 PS Leistung angetrieben.

## Besatzung
Da es sich um einen Frachtflug handelte, befand sich lediglich eine fünfköpfige Besatzung an Bord der Maschine.

## Unfallhergang
Kurz nach dem Start, während sich die Maschine in der Anfangssteigflugphase befand, informierte die Besatzung die Flugsicherung, dass das linke Triebwerk ausgefallen sei und erhielt die Freigabe, zum Zwecke einer Notlandung umgehend zum Flughafen zurückzukehren. Als der Kapitän die letzte Kurve des Anfluges flog, versagte auch das rechte Triebwerk. Der Kapitän richtete die Flugzeugnase für eine unmittelbare Bruchlandung nach unten aus. Die DC-3 stürzte in Richtung Landebahn und schlug hart auf der Landebahnoberfläche auf. Die Maschine sprang noch einmal hoch, geriet außer Kontrolle und schlitterte von der Landebahn, ehe sie brennend zum Stehen kam. Ein Besatzungsmitglied kam ums Leben, während die übrigen Besatzungsmitglieder unverletzt blieben.

## Ursache
Die Unfalluntersuchung ergab, dass die Piloten unmittelbar nach dem Rotieren die Position des Tankwahlhebels auf zusätzliche Tanks verstellt hatten. Diese waren aber leer, sodass die Triebwerke nahezu zeitgleich aufgrund von Treibstoffmangel ausfielen.